# Nogometna zveza Slovenije
Nogometna zveza Slovenije (kratica NZS) je krovna športna organizacija na področju nogometa v Sloveniji. Organizira tekmovanja v različnih domačih nogometnih ligah in pokalih ter slovensko nogometno reprezentanco. 
Trenutni predsednik je Radenko Mijatović.

## Lige

### Moške
| Nivo | Slovenski moški nogomet na prostem NZS        | Slovenski moški nogomet na prostem NZS        | Slovenski moški nogomet na prostem NZS        | Slovenski moški nogomet na prostem NZS        | Slovenski moški nogomet na prostem NZS        | Slovenski moški nogomet na prostem NZS        | Slovenski moški nogomet na prostem NZS        | Slovenski moški nogomet na prostem NZS        |
|      | Profesionalni nivo                            | Profesionalni nivo                            | Profesionalni nivo                            | Profesionalni nivo                            | Profesionalni nivo                            | Profesionalni nivo                            | Profesionalni nivo                            | Profesionalni nivo                            |
| ---- | --------------------------------------------- | --------------------------------------------- | --------------------------------------------- | --------------------------------------------- | --------------------------------------------- | --------------------------------------------- | --------------------------------------------- | --------------------------------------------- |
| 1    | Prva Liga 10 klubov, 1-2 izpadeta             | Prva Liga 10 klubov, 1-2 izpadeta             | Prva Liga 10 klubov, 1-2 izpadeta             | Prva Liga 10 klubov, 1-2 izpadeta             | Prva Liga 10 klubov, 1-2 izpadeta             | Prva Liga 10 klubov, 1-2 izpadeta             | Prva Liga 10 klubov, 1-2 izpadeta             | Prva Liga 10 klubov, 1-2 izpadeta             |
|      | Polprofesionalni nivo                         |                                               |                                               |                                               |                                               |                                               |                                               |                                               |
| 2    | 2. SNL 16 klubov, 1-2 napredujeta, 2 izpadeta | 2. SNL 16 klubov, 1-2 napredujeta, 2 izpadeta | 2. SNL 16 klubov, 1-2 napredujeta, 2 izpadeta | 2. SNL 16 klubov, 1-2 napredujeta, 2 izpadeta | 2. SNL 16 klubov, 1-2 napredujeta, 2 izpadeta | 2. SNL 16 klubov, 1-2 napredujeta, 2 izpadeta | 2. SNL 16 klubov, 1-2 napredujeta, 2 izpadeta | 2. SNL 16 klubov, 1-2 napredujeta, 2 izpadeta |
|      | Amaterski nivo                                |                                               |                                               |                                               |                                               |                                               |                                               |                                               |
| 3    | 3. SNL Zahod 14 klubov, 1 napreduje           | 3. SNL Vzhod 14 klubov, 1 napreduje           | 3. SNL Vzhod 14 klubov, 1 napreduje           | 3. SNL Vzhod 14 klubov, 1 napreduje           | 3. SNL Vzhod 14 klubov, 1 napreduje           | 3. SNL Vzhod 14 klubov, 1 napreduje           | 3. SNL Vzhod 14 klubov, 1 napreduje           | 3. SNL Vzhod 14 klubov, 1 napreduje           |

| Medobčinske nogometne lige | Medobčinske nogometne lige      | Medobčinske nogometne lige | Medobčinske nogometne lige  | Medobčinske nogometne lige | Medobčinske nogometne lige | Medobčinske nogometne lige | Medobčinske nogometne lige | Medobčinske nogometne lige |
| -------------------------- | ------------------------------- | -------------------------- | --------------------------- | -------------------------- | -------------------------- | -------------------------- | -------------------------- | -------------------------- |
| 4                          | Enotna Primorska nogometna liga | Gorenjska nogometna liga   | Regionalna Ljubljanjka liga | Medobčinska članska liga   | Golgeter Premium liga      | Pomursak nogometna liga    | Pomursak nogometna liga    | Super liga Ptuj            |
| 5                          | /                               | /                          | MNZ liga                    | /                          | Habeco Super liga          | 1. MNL Murska Sobota       | MNL Lendava                | 1. Razred                  |

- 1. slovenska futsal liga
- 2. slovenska futsal liga

### Ženske
- 1. ženska nogometna liga

### Mlajše
- Liga U 14
- 1. mladinska nogometna liga
- 1. kadetska nogometna liga

## Pokali
- Ženski pokal
- Pokal Slovenije

## Predsedniki
- Danijel Lepin (1948–1950)
- Martin Greif (1950–1952)
- Franc Sitar (1952–1954)
- Jože Grbec (1954–1958)
- Stane Lavrič (1958–1962)
- Stane Vrhovnik (1962–1968)
- Roman Vobič (1968–1970)
- Jože Snoj (nogometaš) (1970–1973, 1976–1978)
- Tone Florjančič (1973–1976)
- Miro Samardžija (1978–1981)
- Boris Godina (1981)
- Branko Elsner (1982–1985)
- Marko Ilešič (1985–1989)
- Rudi Zavrl (1989–2009)
- Ivan Simič (2009–2011)
- Aleksander Čeferin (2011–2016)
- Radenko Mijatović (2016–danes)